# Bilet powrotny
Pour plus de détails, voir Fiche technique et Distribution.
Bilet powrotny (Le billet de retour) est un film polonais d'Ewa et Czesław Petelski sorti en salles le 15 janvier 1979.

## Synopsis
Antonina, une jeune polonaise de la campagne décide d'aller au Canada pour gagner de l'argent afin de construire une maison en ville car elle souhaite exaucer le rêve de son fils unique. Mais la vie outre-Atlantique l'étourdit et l'effraie. Tout lui semble différent, étranger et énorme. Son oncle Józef qui y habite depuis des années la reçoit fastueusement. Ce septuagénaire trouve que sa jeune nièce est une femme attirante et veut même l'épouser mais Antonina refuse fermement. Gagner de l'argent pour sa maison de rêve n'est pas si simple. En effet son oncle est un grigou. Antonina trouve un nouveau soupirant, Pierre, un fermier du voisinage et devient son épouse. La ferme de son mari est négligée et demande un travail gigantesque ; pourtant Antonina parvient à y remettre de l'ordre. Cependant sa vie de couple va mal. Pierre se comporte en tyran, oblige sa femme à travailler dur, et passe ses journées à boire du whisky. Antonina envoie en cachette de l'argent à son fils pour construire la maison. Grâce aux photos et aux lettres de son fils, elle suit le progrès des travaux. Pierre devient furieux lorsqu'il découvre que sa femme envoie de l'argent en Pologne. Il démolit la maison, tente de tuer son épouse et se suicide. Antonina revient au pays à moitié paralysée et trouve son fils dans le lotissement. Malheureusement, ce n'est pas la fin de ses déboires...

## Fiche technique
- Titre original : Bilet powrotny
- Réalisation : Ewa Petelska, Czesław Petelski
- Scénario : Jerzy Stefan Stawiński
- Musique : Jerzy Maksymiuk
- Photographie : Kazimierz Konrad, Stanisław Moszuk
- Montage : Krystyna Rutkowska
- Décors : Jerzy Skrzepiński
- Costumes: Danuta Polis
- Société de production : Zespół Filmowy „Iluzjon”
- Pays d'origine :  Pologne
- Langues originales : polonais, français
- Genre : Drame
- Format : couleur - son mono
- Durée : 105 minutes
- Dates de sortie : 15 janvier 1979

## Distribution
- Anna Seniuk – Antonina
- Leszek Herdegen – Pierre
- Henryk Bąk – Józef, l'oncle d'Antonina
- Zofia Saretok – Zośka, la sœur d'Antonina
- Janusz Andrzejewski – Marek, le fils d'Antonina
- Janusz Kłosiński – le contremaître
- Robert Rogalski – un invité au mariage d'Antonine et Pierre
- Janusz Paluszkiewicz – un invité au mariage d'Antonine et Pierre
- Elżbieta Borkowska-Szukszta – un invité au mariage d'Antonine et Pierre
- Henryk Dudziński – le voisin d'Antonina